# Niederbreitbach
Niederbreitbach est une municipalité allemande située en Rhénanie-Palatinat, dans l'arrondissement de Neuwied. Administrativement elle fait partie de la Verbandsgemeinde (collectivité territoriale) de Rengsdorf-Waldbreitbach. 
C'est le lieu de naissance du frère Pierre Wirth, qui fonda les Frères franciscains de la Sainte-Croix.